# Gianluca Coletta
Gianluca Coletta (* 15. September 1981) ist ein ehemaliger italienischer Radrennfahrer.
Gianluca Coletta wurde 2003 Dritter beim Gran Premio San Giuseppe. 2005 gewann er den Giro del Belvedere. 2006 konnte er eine Etappe beim Giro del Friuli für sich entscheiden und wurde dadurch auch Zweiter der Gesamtwertung. Seit 2007 erhielt er seinen ersten Vertrag bei einem internationalen Radsportteam, dem  Continental Team Cinelli-Endeka-OPD. In seiner ersten Saison dort gewann er ein Teilstück bei Giro d’Abruzzo. Außerdem schaffte er es bei der Kuba-Rundfahrt dreimal auf das Treppchen.
Nach dem Giro d’Abruzzo wurde Coletta positiv auf den verbotenen Wirkstoff Triamcinolon getestet und wegen Dopings 22 Monate bis Mai 2009 gesperrt. Nach seiner Sperre fuhr er bis Ende der Saison 2010 weiter Rennen für internationale Mannschaften, erzielte aber keine Erfolge mehr.

## Erfolge
2005
- Giro del Belvedere

2006
- eine Etappe Giro del Friuli

2007
- eine Etappe Giro d’Abruzzo

## Teams
- 2007 Cinelli-Endeka-OPD
- 2008 Ceramica Flaminia-Bossini Docce
- 2009 Centri della Calzatura
- 2010 Betonexpressz 2000-Universal Caffé